# Pueblo Madero
Pueblo Madero är en ort i Mexiko.   Den ligger i kommunen Acapulco de Juárez och delstaten Guerrero, i den södra delen av landet, 260 km söder om huvudstaden Mexico City. Pueblo Madero ligger 410 meter över havet och antalet invånare är 1 031.
Terrängen runt Pueblo Madero är lite bergig. Runt Pueblo Madero är det tätbefolkat, med 397 invånare per kvadratkilometer. Närmaste större samhälle är Xaltianguis, 5,5 km sydväst om Pueblo Madero. Omgivningarna runt Pueblo Madero är en mosaik av jordbruksmark och naturlig växtlighet.